# Bruno Petković
Bruno Petković (chorvatská výslovnost: [brǔːno pêtkoʋitɕ]; * 16. září 1994, Metković) je chorvatský fotbalista, hráč Dinamo Záhřeb.
Začal hrát v Calcio Catania, z ní byl na hostování ve Vareně, Reggianě a Virtus Entella. Poté přestoupil do Trapany a poté do Bologny, z ní byl na hostování ve Veroně a v Dinamo, do kterého v roce 2019 přestoupil. Za klub odehrál 160 zápasů a vstřelil 53 gólů, vyhrál 5× ligu, 1× pohár a 2× superpohár.
Nastupuje také za reprezentaci. Chorvatsku pomohl k bronzu na Mistrovství světa ve fotbale 2022, kdy vstřelil vyrovnávací gól proti Brazílii a do finále Ligy národů 2022/23. Zúčastnil se také Mistrovství Evropy ve fotbale 2024, kdy nedal penaltu proti Španělsku. Za reprezentaci vstřelil 11 gólů.
Stal se inspirací pro díl komedie San snova.